# NGC 487
NGC 487 é uma galáxia espiral (Sa) localizada na direcção da constelação de Cetus. Possui uma declinação de -16° 22' 12" e uma ascensão recta de 1 horas, 21 minutos e 55,0 segundos.
A galáxia NGC 487 foi descoberta em 1886 por Frank Leavenworth.